# Duboka (Komiža)
Duboka falu Horvátországban, Split-Dalmácia megyében, Vis szigetén. Közigazgatásilag Komižához tartozik.

## Fekvése
Splittől légvonalban 58 km-re délnyugatra, Komiža városától légvonalban 4, közúton 9 km-re délkeletre, a sziget legmagasabb pontja, a Hum-hegy alatt fekszik. Komižáról Vis irányában haladva a második útba eső településnél Podšpiljénél jobbra kell lekanyarodni a tengerpart irányába. A falucsoport többi tagja még Borovik, Podhumlje, Podšpilje és Žena Glava. Egykor hozzá tartozott a szomszédos Dračevo Polje is az azonos nevű faluval, mely ma már Vis városához tartozik. Ma az egész területre a Gornje Polje, illetve a  Komiško Polje elnevezést használják.

## Története
Területe már az újkőkorban lakott volt, ezt bizonyítja a közeli Lokva nevű lelőhely, amelyet a kőkorszaki ember agyag kitermelésére használt. Kopacinán illír halomsírok, Vela Gomilán világítótorony, Borovikon pedig velencei erődítmény maradványai találhatók. A település valószínűleg a 17. században keletkezett, amikor a sziget a Velencei Köztársaság uralma alá tartozott. Lakói főként állattartással foglalkoztak, melyhez Vela Polján és a Krušovicán található két, forrás nélküli vízgyűjtő tavacska adta a vizet. A velencei uralomnak 1797-ben vége szakadt és osztrák csapatok vonultak be Dalmáciába. 1805-ben a sziget az osztrákokat legyőző franciák uralma alá került, de 1811-ben a tengeri fölényben levő angolok elvették a franciáktól. Napóleon végső veresége után újra az osztrákoké lett. A 19. század végére a lakosság az állattartás helyett a szőlőtermesztéssel és a halászattal kezdett foglalkozni.
A településnek 1890-ben 7, 1910-ben 70 lakosa volt. 1918-ban elfoglalták az olasz csapatok, az olasz  uralom 1921-ig tartott. Ezután az új szerb-horvát-szlovén állam, majd később Jugoszlávia része lett. A háború után a szocialista Jugoszláviához került. A jugoszláv időszak sziget gazdasági stagnálásának időszaka volt, a lakosság száma töredékére esett vissza. 1991-től a független Horvátország része, de 1992-ig a JNA katonái állomásoztak a szigeten. A jugoszláv katonák csak 1992 május 30-án hagyták el végleg a szigetet, helyükre horvát csapatok érkeztek. Fellendült a turizmus és 1993-ban újra megalakult az önálló Komiža község. 2001-ben a Komiško Polje területén 129 ember élt, többségük idősebb volt 65 évesnél. A II. világháború előtt még több mint 700 lakos élt itt, akik főként szőlő és olajbogyó termesztéssel foglalkoztak. Ezután azonban nagy kivándorlási hullám indult meg Észak-Amerika és Ausztrália felé. 2011-ben a településnek 13 állandó lakosa volt.

## Népesség
| Lakosság változása | Lakosság változása | Lakosság változása | Lakosság változása | Lakosság változása | Lakosság változása | Lakosság változása | Lakosság változása | Lakosság változása | Lakosság változása | Lakosság változása | Lakosság változása | Lakosság változása | Lakosság változása | Lakosság változása | Lakosság változása |
| ------------------ | ------------------ | ------------------ | ------------------ | ------------------ | ------------------ | ------------------ | ------------------ | ------------------ | ------------------ | ------------------ | ------------------ | ------------------ | ------------------ | ------------------ | ------------------ |
| 1857               | 1869               | 1880               | 1890               | 1900               | 1910               | 1921               | 1931               | 1948               | 1953               | 1961               | 1971               | 1981               | 1991               | 2001               | 2011               |
| 0                  | 0                  | 0                  | 7                  | 50                 | 70                 | 0                  | 52                 | 48                 | 55                 | 41                 | 31                 | 0                  | 0                  | 6                  | 13                 |

(1857-ben, 1869-ben, 1880-ban és 1921-ben lakosságát Komižához, 1981-ben és 1991-ben pedig Podšpiljéhez számították.)

## Nevezetességei
- Talež Duboka kétszáz éves településrésze, melynek házai professzionális módon vannak felújítva. Mai látképe leginkább egy Tolkien-mesére hasonlít, melyet a visiek az egykor itt élők utódai, úgy állítottak helyre, ahogyan az elődeik idejében állt.
- Vela Gomila egy 245 méteres magaslat, mely könnyen megközelíthető Talež felől. Itt állt egykor az Adria legrégibb világítótornya, melyet még az illír Teuta királyné idejében építettek. Nagyszerű kilátás nyílik innen a sziget déli és délkeleti partvidékére.

## Fordítás
Ez a szócikk részben vagy egészben  a   Podšpilje című horvát Wikipédia-szócikk ezen változatának fordításán alapul.  Az eredeti cikk szerkesztőit annak laptörténete sorolja fel. Ez a jelzés csupán a megfogalmazás eredetét és a szerzői jogokat jelzi, nem szolgál a cikkben szereplő információk forrásmegjelöléseként.